# Yasunori Takami
Yasunori Takami (japanska: 高見 泰範?, Takami Yasunori), född den 6 januari 1964 i Ginan i Gifu, är en japansk före detta basebollspelare som tog brons för Japan vid olympiska sommarspelen 1992 i Barcelona. Han var catcher och deltog i alla nio matcher i turneringen, där han hade ett slaggenomsnitt på 0,370, inga homeruns och fem RBI:s.